# 사영 표현
군 표현론에서, 사영 표현(射影表現, 영어: projective representation)은 어떤 군의 원소들을 어떤 벡터 공간 위의 행렬 또는 선형 변환으로 나타내되, 행렬로서의 교환자가 군의 연산과 단위 행렬의 스칼라배만큼 다른 것을 허용한 것이다.

## 정의
다음이 주어졌다고 하자.
- 체 {\displaystyle K}
- {\displaystyle K}-벡터 공간 {\displaystyle V}
- 군 {\displaystyle G}

그렇다면, {\displaystyle G}의 {\displaystyle V} 위의 {\displaystyle K}-선형 사영 표현은 군 준동형
{\displaystyle G\to \operatorname {PGL} (V;K)=\operatorname {GL} (V;K)/K^{\times }}
이다. 여기서 {\displaystyle \operatorname {PGL} (V)}는 사영 선형군이다.

### 사영 유니터리 표현
다음이 주어졌다고 하자.
- {\displaystyle \mathbb {K} \in \{\mathbb {R} ,\mathbb {C} \}}
- {\displaystyle \mathbb {K} }-힐베르트 공간 {\displaystyle H}
- 리 군 {\displaystyle G}

그렇다면, {\displaystyle H}의 사영 유니터리 표현(射影unitary表現, 영어: projective unitary representation)은 연속 함수인 군 준동형
{\displaystyle G\to \operatorname {PU} (H)=\operatorname {U} (H)/\mathbb {K} ^{\times }}
이다. 여기서 {\displaystyle \operatorname {PU} (-)}는 사영 유니터리 군을 뜻한다. 사영 유니터리 표현은 사영 표현의 특수한 경우이다.

## 성질

### 선형 표현과의 관계
모든 (선형) 표현
{\displaystyle G\to \operatorname {GL} (V;K)}
이 주어졌을 때, 몫군 사상
{\displaystyle q\colon \operatorname {GL} (V;K)\twoheadrightarrow \operatorname {PGL} (V;K)}
을 통하여 사영 표현
{\displaystyle G\to \operatorname {PGL} (V;K)}
을 정의할 수 있다. 즉, 모든 선형 표현은 사영 표현을 유도한다.
반대로, 사영 표현
{\displaystyle \rho \colon G\to \operatorname {PGL} (V;K)}
가 주어졌다고 하자. 그렇다면, 다음과 같은 군을 정의하자.
{\displaystyle H=G\times _{\pi ,q}\operatorname {GL} (V;K)=\{(g,T)\in G\times \operatorname {GL} (V;K)\colon \pi (g)=q(T)\}}
이는 군의 범주의 다음과 같은 올곱이다.
{\displaystyle {\begin{matrix}H&{\overset {\rho _{H}}{\to }}&\operatorname {GL} (V;K)\\{\scriptstyle \phi }\downarrow {\color {White}\scriptstyle \phi }&&{\scriptstyle \color {White}q}\downarrow {\scriptstyle q}\\G&{\underset {\rho }{\to }}&\operatorname {PGL} (V;K)\\\end{matrix}}}
이에 따라서, 군 준동형
{\displaystyle \rho _{H}\colon H\to \operatorname {GL} (V;K)}
{\displaystyle \rho _{H}\colon (g,T)\mapsto T}
이 존재한다. 또한, 군 준동형
{\displaystyle \phi \colon H\to G}
{\displaystyle \phi \colon (g,T)\mapsto g}
은 전사 함수이며, 그 핵인 정규 부분군은
{\displaystyle H\geq \operatorname {Z} (H)\geq \ker \phi =\{(1_{G},\alpha 1_{V})\colon \alpha \in K^{\times }\}\cong K^{\times }}
이다. 즉, {\displaystyle H}는 {\displaystyle G}의 중심 확대이며, 군의 범주에서 다음과 같은 짧은 완전열이 존재한다.
{\displaystyle 1\to K^{\times }\to H\to G\to 1}

### 사영 유니터리 표현
리 군 {\displaystyle G}의 유한 차원 복소수 사영 유니터리 표현은 항상 그 범피복군 {\displaystyle {\tilde {G}}}의 유니터리 표현으로 유도된다. 즉, 임의의 연결 리 군 {\displaystyle G}의 사영 유니터리 표현
{\displaystyle \rho \colon G\to \operatorname {PU} (n)}
이 주어졌을 때, 항상 다음 가환 네모를 완성하는 유니터리 표현 {\displaystyle {\tilde {\rho }}\colon {\tilde {G}}\to \operatorname {U} (n)}을 찾을 수 있다.
{\displaystyle {\begin{matrix}G&{\overset {\rho }{\to }}&\operatorname {PU} (n)\\\uparrow &&\uparrow \\{\tilde {G}}&{\underset {\tilde {\rho }}{\to }}&\operatorname {U} (n)\end{matrix}}}
무한 차원 표현의 경우, 이는 일반적으로 성립하지 않는다. 그러나 바르그만 정리(영어: Bargmann’s theorem)에 따르면, 만약 실수 계수 2차 리 대수 코호몰로지 {\displaystyle \operatorname {H} ^{2}({\mathfrak {lie}}(G);\mathbb {R} )}가 자명하다면, 무한 차원 사영 유니터리 표현도 역시 범피복군의 유니터리 표현으로부터 유도된다.

## 예
특수 직교군 {\displaystyle \operatorname {SO} (n;\mathbb {R} )}의 유한 차원 실수 사영 유니터리 표현 가운데 선형 표현으로부터 유도되지 않는 것은 스피너 사영 표현이다. 이들은 중심 확대이자 범피복군인 스핀 군
{\displaystyle 1\to \operatorname {Cyc} (2)\cong \operatorname {Z} (\operatorname {Spin} (n))\to \operatorname {Spin} (n)\to \operatorname {SO} (n)\to 1\qquad (n\geq 3)}
의 유니터리 표현으로부터 유도된다.

### 범피복군으로부터 유도되지 않는 사영 유니터리 표현
아벨 리 군
{\displaystyle \mathbb {R} ^{2n}=\{(\mathbf {x} ,\mathbf {p} )\colon \mathbf {x} ,\mathbf {p} \in \mathbb {R} ^{n}\}}
의, 르베그 공간 {\displaystyle \operatorname {L} ^{2}(\mathbb {R} ^{n})} 위의 다음과 같은 사영 표현
{\displaystyle \rho \colon \mathbb {R} ^{2n}\to \operatorname {L} ^{2}(\mathbb {R} ^{n})}
을 생각하자.
{\displaystyle \rho (\mathbf {x} ,\mathbf {0} )f(\mathbf {y} )=f(\mathbf {y} -\mathbf {x} )}
{\displaystyle \rho (\mathbf {0} ,\mathbf {p} )f(\mathbf {y} )=\exp(\mathrm {i} \mathbf {p} \cdot \mathbf {y} )f(\mathbf {y} )}
이는 양자역학에서 위치 및 운동량 연산자에 해당한다. 이 두 연산자의 교환자는 절댓값 1의 복소수이므로, 이는 사영 유니터리 표현을 이룬다.
{\displaystyle \mathbb {R} ^{2n}}은 단일 연결 공간이다 (스스로의 범피복군이다). 그러나 이 사영 유니터리 표현은 {\displaystyle \mathbb {R} ^{2n}}의 유니터리 표현으로부터 유도되지 못하며, {\displaystyle \mathbb {R} ^{2n}}의 중심 확장인 하이젠베르크 군
{\displaystyle 1\to \mathbb {R} ^{\times }\to \operatorname {Heis} (n;\mathbb {R} )\to \mathbb {R} ^{2n}\to 1}
의 유니터리 표현으로 유도된다.

## 역사
바르그만 정리는 발렌티네 바르그만(독일어: Valentine Bargmann, 1908〜1989)이 1954년에 증명하였다.

## 같이 보기
- 군의 확대
- 입자물리학과 표현론의 관계
- 스피너
- 하이젠베르크 군

## 참고 문헌
1. ↑  Bargmann, Valentine (1954). “On unitary ray representations of continuous groups”. 《Annals of Mathematics》 (영어) 59: 1–46.